# Coupe de Belgique de football 1968-1969
Navigation
Édition précédente Édition suivante
La Coupe de Belgique 1968-1969 est la quatorzième édition de l'épreuve. La victoire finale revient au Lierse qui conquiert sa première coupe nationale. Lors de cette édition, les demi-finales doivent être rejouées (il ne s'agit pas d'une programmation « aller-retour » comme ce sera le cas plus tard).
Lors des Huitièmes de finale, on assiste à un « marathon » entre le R. FC Brugeois (tenant du trophée) et le Lierse. Les deux formations ne parviennent pas à se départager. Selon le règlement de l'époque, des prolongations sont jouées ainsi que des « replays ». Finalement, au bout de près de 6 heures de jeu, les « Pallieters » prennent le dessus.

## Formule
Cette édition respecte la même formule que celle adaptée pour la réapparition de l'épreuve en 1963. Elle se déroule selon le principe de « rencontres à élimination directe en une seule manche sur le terrain de la première équipe tirée au sort ».
La phase finale réunit 64 clubs à partir des 1/32e de finale où les équipes de Division 1 (16) et Division 2 (16) (de la saison précédente) attendent les 32 rescapés de 4 tours préliminaires. Ceux-ci se déroulement en préambule de la saison durant le mois d'août. Le premier tour concerne 128 clubs qui sont rejoints au 2e tour par les cercles de Promotion. Les formations de Division 3 entrent en lice lors du 4e tour.
Un élément important à noter est que la division de référence d'un club pour désigner le moment où il commence la compétition est celle de la saison précédente. Dans cet article les divisions indiquées en regard des clubs est bien celle où ils évoluent pendant cette saison 1968-1969.

### Déroulement schématique

#### Tours préliminaires
- TOUR 1: 64 rencontres, 128 clubs des Séries provinciales
  - TOUR 2: 64 rencontres, 64 qualifiés du Tour 1 + les 64 clubs de Promotion de la saison précédente (qui sont têtes de série et ne se rencontrent pas entre eux)
    - TOUR 3: 32 rencontres, 64 qualifiés du Tour 2 (pré-tirage intégral, plus de tête de série)
      - TOUR 4: 32 rencontres, 32 qualifiés du Tour 3 + les 32 clubs de Division 3 de la saison précédente (qui sont têtes de série et ne se rencontrent pas entre eux)

#### Phase finale
- 1/32e de finale : 32 qualifiés du Tour 4, 16 clubs de Division 2 de la saison précédente et 16 clubs de Division 1 de la saison précédente (D1 et D2 sont têtes de série et ne se rencontrent pas entre elles)
  - 1/16e de finale (à partir de ce tour, tirage intégral, plus de têtes de série)
    - 1/8e de finale
      - 1/4 de finale
        - 1/2 finales
          - FINALE

## Répartition des clubs engagés
| Abréviations des Divisions - (I) : club évoluant en Division 1 - (II) : club évoluant en Division 2 - (III) : club évoluant en Division 3 - (P) : club évoluant en Promotion - (p-...) : club évoluant dans les séries provinciales concernées Abréviations des Provinces - (Anv) : Province d'Anvers - (Bbt) : Province de Brabant - (WVl) : Province de Flandre-Occidentale - (OVl) : Province de Flandre-Orientale - (Hai) : Province de Hainaut - (Liè) : Province de Liège - (Lim) : Province de Limbourg - (Lux) : Province de Luxembourg - (Nam) : Province de Namur | \| Province \| D1 \| D2 \| D3 \| P \| prov. \| Total \| \| ------------------- \| -- \| -- \| -- \| - \| ----- \| ----- \| \| Anvers \| 3 \| 4 \| 9 \| 1 \| 0 \| 17 \| \| Brabant \| 4 \| 2 \| 4 \| 1 \| 1 \| 10 \| \| Flandre occidentale \| 2 \| 2 \| 2 \| 2 \| 0 \| 8 \| \| Flandre orientale \| 2 \| 1 \| 3 \| 1 \| 0 \| 6 \| \| Hainaut \| 1 \| 2 \| 1 \| 0 \| 0 \| 5 \| \| Liège \| 2 \| 3 \| 1 \| 1 \| 0 \| 8 \| \| Limbourg \| 2 \| 2 \| 2 \| 2 \| 0 \| 9 \| \| Luxembourg \| 0 \| 0 \| 0 \| 1 \| 0 \| 0 \| \| Namur \| 0 \| 0 \| 0 \| 0 \| 0 \| 1 \| \| Total \| 16 \| 16 \| 22 \| 9 \| 1 \| 64 \| |    |    |   |       |       |
| Province | D1 | D2 | D3 | P | prov. | Total |
| Anvers | 3 | 4  | 9  | 1 | 0     | 17    |
| Brabant | 4 | 2  | 4  | 1 | 1     | 10    |
| Flandre occidentale | 2 | 2  | 2  | 2 | 0     | 8     |
| Flandre orientale | 2 | 1  | 3  | 1 | 0     | 6     |
| Hainaut | 1 | 2  | 1  | 0 | 0     | 5     |
| Liège | 2 | 3  | 1  | 1 | 0     | 8     |
| Limbourg | 2 | 2  | 2  | 2 | 0     | 9     |
| Luxembourg | 0 | 0  | 0  | 1 | 0     | 0     |
| Namur | 0 | 0  | 0  | 0 | 0     | 1     |
| Total | 16 | 16 | 22 | 9 | 1     | 64    |

## Cinquième tour (Trente-deuxièmes de finale)
Ce tour marque l'entrée en lice des 16 clubs de Division 1, de 16 clubs de Division 2, de deux clubs relégués de D2 à la fin de la saison précédente. Ces 32 formations rejoignent les 32 rescapés des tours préliminaires. Le tirage au sport de ce tour est effectué en même temps que celui des quatre tours préliminaires, dont les 32 qualifiés connaissent leur adversaires.
- 64 clubs, 32 rencontres jouées le 31 août 1968 (sauf 2 décalées au 01/09)
  - Sans-faute pour les équipes de Division 1.
  - La D2 (8) et la D3 (7) se partagent la quasi-totalité des autres places.
  - Les Promotionnaires de Lentezon Beerse créent la surprise en éliminant Seraing (D2).

| Dates      | Types   | Visités                                | Visiteur                       | Score final | Remarques                  |
| ---------- | ------- | -------------------------------------- | ------------------------------ | ----------- | -------------------------- |
| 31/08/1968 | D1-D2   | UR St-Gilloise (-I)                    | K. FC Turnhout (-II)           | 1-0         |                            |
| 31/08/1968 | D1-D2   | K. Cercle Brugge SV (-II)              | ARA LA Gantoise (-I)           | 1-2         |                            |
| 31/08/1968 | D1-D3   | K. Lierse SK (I)                       | Puurs Excelsior FC(III)        | 3-0         |                            |
| 01/09/1968 | D1-D3   | K. Beerschot VAV (I)                   | K. Lyra (III)                  | 3-1         |                            |
| 31/08/1968 | D1-D3   | R. Ass. Marchiennoise des Sports (III) | K. FC Malinois (I)             | 1-1         | ???                        |
| 31/08/1968 | D1-D3   | R. Racing White (I)                    | K. Willebroekse SV (III)       | 3-0         |                            |
| 31/08/1968 | D1-D3   | Racing Jette (III)                     | R. FC Liégeois (I)             | 1-2         |                            |
| 31/08/1968 | D1-D3   | R. RC Gand (III)                       | R. Standard CL (I)             | 0-4         | jouée au stade de Sclessin |
| 31/08/1968 | D1-D3   | K. OLSE Merksem (III)                  | K. St-Truidense VV (I)         | 2-3         |                            |
| 31/08/1968 | D1-D3   | R. Racing FC Montegnée (III)           | Beveren-Waas SK (I)            | 2-3         |                            |
| 31/08/1968 | D1-D3   | K. SV Waregem (I)                      | K. White Star Club Lauwe (III) | 1-0         |                            |
| 31/08/1968 | D1-P    | R. Stade Waremmien FC (-P)             | 'R. Daring CB (I)              | 1-3         |                            |
| 31/08/1968 | D1-P    | K. SV Blankenberge (P)                 | R. SC Anderlechtois (I)        | 0-9         | jouée au stade Emile Versé |
| 31/08/1968 | D1-P    | R. Charleroi SC (I)                    | K. Stade Leuven (P)            | 4-1         |                            |
| 31/08/1968 | D1-P    | Sporting Houthalen (-P)                | R. FC Brugeois T (I)           | 0-5         |                            |
| 31/08/1968 | D1-Prov | R. Wavre Sport (-p-Bbt)                | K. Beringen FC (I)             | 1-3         |                            |
| 01/09/1968 | D2-D3   | K. SV Sottegem (III)                   | K. St-Niklaasse SK (II)        | 0-1         |                            |
| 31/08/1968 | D2-D3   | AS Oostende KM (II)                    | K. Olympia SC Wijgmaal (III)   | 3-0         |                            |
| 31/08/1968 | D2-D3   | K. SC Maccabi Voetbal Antwerp (-III)   | R. Tilleur FC (II)             | 2-1         |                            |
| 31/08/1968 | D2-D3   | R. CS Verviétois (II)                  | K. AC&V Brasschaat (III)       | 3-0         |                            |
| 31/08/1968 | D2-D3   | K. Berchem Sport (II)                  | K. Wezel Sport FC (III)        | 3-2         |                            |
| 31/08/1968 | D2-D3   | R. Antwerp FC (-II)                    | K. VG Oostende (III)           | 3-1         |                            |
| 31/08/1968 | D2-D3   | R. RC Tournaisien (II)                 | R. CS La Forestoise (-III)     | 0-1         |                            |
| 31/08/1968 | D2-D3   | K. FC Winterslag (III)                 | K. FC Herentals (II)           | 4-2         |                            |
| 31/08/1968 | D2-D3   | V&V Overpelt-Fabriek (III)             | R. Olympic CC (-I)             | 4-1         |                            |
| 31/08/1968 | D2-D3   | K. FC Vigor Hamme (III)                | Patro Eisden (II)              | 2-1         |                            |
| 31/08/1968 | D2-P    | R. Crossing FC Molenbeek (II)          | Léopold Club Bastogne (P)      | 7-0         |                            |
| 31/08/1968 | D2-P    | K. FC Diest(II)                        | K. FC Scela Zele (P)           | 1-0         |                            |
| 31/08/1968 | D2-P    | K. Waterschei SV THOR Genk (II)        | K. Kortrijk Sport (P)          | 10-1        |                            |
| 31/08/1968 | D2-P    | K. FC Lentezon Beerse (P)              | R. FC Sérésien (II)            | 0-0         | ???                        |
| 31/08/1968 | D3-D3   | RC Mechelen (-III)                     | K. Boom FC (III)               | 0-1         |                            |
| 31/08/1968 | D3-P    | R. RC Tirlemont (-III)                 | K. Patria FC Tongeren (P)      | 5-2         |                            |

## Seizièmes de finale
À partir de ce tour, un tirage au sort intégral est effectué avant chaque tout. Il n'y a plus d'équipes protégées.

### Participants
Tous les cercles provinciaux ont été éliminés.
| Province            | Clubs de Division 1 | Clubs de Division 2 | Clubs de Division 3 | Clubs de Promotion | Total |
| ------------------- | ------------------- | ------------------- | ------------------- | ------------------ | ----- |
| Totaux par division | 16                  | 8                   | 7                   | 1                  | 32    |
| Anvers              | 3                   | 2                   | 2                   | 1                  | 8     |
| Brabant             | 4                   | 2                   | 2                   | 0                  | 8     |
| Flandre-Occidentale | 2                   | 1                   | 0                   | 0                  | 3     |
| Flandre-Orientale   | 2                   | 1                   | 1                   | 0                  | 4     |
| Hainaut             | 1                   | 0                   | 0                   | 0                  | 1     |
| Liège               | 2                   | 1                   | 0                   | 0                  | 3     |
| Limbourg            | 2                   | 1                   | 2                   | 0                  | 5     |
| Namur               | 0                   | 0                   | 0                   | 0                  | 1     |

### Résultats
- 32 équipes, 16 rencontres programmées initialement programmées le 29 décembre 1968 (sauf 2 avancées au 8). en raison des conditions météorologiques, tous les matchs planifiés le 29/12 sont remis et finalement joués en février et mars 1969.
  - Le tirage au sort programme cinq affrontements entre « D1 », mais une affiche attire particulièrement l'attention: « FC Brugeois-SC Anderlechtois ». Dans les fais, le vice-champion et tenant du trophée qui accueille le champion national. Les « Gazelles[1] » s'imposent et s'instaurent comme les principaux favoris à leur propre succession, surtout que le Standard (leader du classement en championnat) est allé se faire surprendre à La Gantoise pourtant empêtré dans la seconde partie du tableau.
  - Très mal en point en championnat, le Daring CB et le « Club Malinois »  écartent des formations bien mieux classées qu'eux.
  - Le derby du Pays de Waes tourne à l'avantage de St-Nicolas (D2).
  - Toutes les équipes de « D3 » disparaissent, alors que le CS Verviétois (D2) hérite du « petit poucet » restant en course.

| Dates      | Types | Visités                              | Visiteur                        | Score final | Remarques                             |
| ---------- | ----- | ------------------------------------ | ------------------------------- | ----------- | ------------------------------------- |
| 23/02/1969 | D1-D1 | K. Beerschot AC (I)                  | K. Lierse SK (I)                | 1-2         |                                       |
| 08/12/1968 | D1-D1 | K. Beringen FC (I)                   | K. FC Malinois (I)              | 1-3         |                                       |
| 23/02/1969 | D1-D1 | K. SV Waregem (I)                    | R. Daring CB (I)                | 0-1         | après prolongation. (90 min:0-0)      |
| 19/03/1969 | D1-D1 | ARA LA Gantoise (-I)                 | R. Standard CL (I)              | 1-0         |                                       |
| 19/03/1969 | D1-D1 | R. FC Brugeois T (I)                 | R. SC Anderlechtois (I)         | 2-1         |                                       |
| 08/12/1968 | D1-D2 | K. St-Niklaasse SK (II)              | Beveren-Waas SK (I)             | 1-0         |                                       |
| 23/02/1969 | D1-D2 | R. Crossing FC Molenbeek (II)        | R. Charleroi SC (I)             | 1-2         |                                       |
| 23/02/1969 | D1-D2 | K. FC Diest (II)                     | K. St-Truidense VV (I)          | 0-1         |                                       |
| 23/02/1969 | D1-D3 | R. Racing White (I)                  | K. Boom FC (III)                | 3-0         |                                       |
| 08/02/1969 | D1-D3 | UR St-Gilloise (-I)                  | V&V Overpelt-Fabriek (III)      | 4-0         |                                       |
| 09/02/1969 | D1-D3 | R. FC Liégeois (I)                   | K. FC Winterslag (III)          | 3-0         |                                       |
| 23/02/1969 | D2-D3 | R. CS La Forestoise (-III)           | R. Antwerp FC (-II)             | 1-3         | jouée au stade de l'Union St-Gilloise |
| 22/02/1969 | D2-D3 | K. Berchem Sport (II)                | K. FC Vigor Hamme (III)         | 0-0         | Tirs au but 5-4                       |
| 09/02/1969 | D2-D3 | R. RC Tirlemont (-III)               | AS Oostende KM (II)             | 0-2         |                                       |
| 23/02/1969 | D2-D3 | K. SC Maccabi Voetbal Antwerp (-III) | K. Waterschei SV THOR Genk (II) | 1-4         |                                       |
| 09/02/1969 | D2-P  | R. CS Verviétois (II)                | K. FC Lentezon Beerse (P)       | 2-0         |                                       |

## Huitièmes de finale

### Participants
| Province            | Clubs de Division 1 | Clubs de Division 2 | Total |
| ------------------- | ------------------- | ------------------- | ----- |
| Totaux par division | 10                  | 6                   | 16    |
| Anvers              | 2                   | 2                   | 4     |
| Brabant             | 3                   | 0                   | 3     |
| Flandre-Occidentale | 1                   | 1                   | 2     |
| Flandre-Orientale   | 1                   | 1                   | 2     |
| Hainaut             | 1                   | 0                   | 1     |
| Liège               | 1                   | 1                   | 2     |
| Limbourg            | 1                   | 1                   | 2     |

### Résultats
- 16 équipes, 8 rencontres programmées, entre le 7 avril 1969 et le 24 avril 1969.
  - Deux surprises notables, avec les éliminations du Sporting de Charleroi et de La Gantoise. Les « Zèbres », qui réalisent pourtant une de leurs meilleures saisons en championnat, sont surpris à domicile par l'AS Ostende, laquelle joue la tête en « Division 2 ». Tombeurs des « Rouches » au tour précédent, les « Buffalos » sont logiquement battus, au Bosuil, par un « Great Old » pourtant très peu fringant en dans l'antichambre de l'élite où il a été renvoyé pour la première fois de son Histoire.
  - La rencontre « Lierse-FC Brugeois » ne peut aller à son terme en raison de...l'obscurité[note 3].

| Dates      | Types | Visités                         | Visiteur                | Score final | Remarques                                                               |
| ---------- | ----- | ------------------------------- | ----------------------- | ----------- | ----------------------------------------------------------------------- |
| 10/04/1969 | D1-D1 | K. Lierse SK (I)                | R. FC Brugeois T (I)    | 0-0 arr.    | match arrêté après plus de 120 minutes de jeu, en raison de l'obscurité |
| 09/04/1969 | D1-D1 | UR St-Gilloise (-I)             | R. Daring CB (I)        | 3-0         |                                                                         |
| 07/04/1969 | D1-D1 | K. FC Malinois (I)              | R. FC Liégeois (I)      | 0-1         |                                                                         |
| 10/04/1969 | D1-D2 | K. Berchem Sport (II)           | R. Racing White (I)     | 0-1         |                                                                         |
| 09/04/1969 | D1-D2 | K. St-Truidense VV (I)          | K. St-Niklaasse SK (II) | 1-0         |                                                                         |
| 09/04/1969 | D1-D2 | R. Antwerp FC (-II)             | ARA LA Gantoise (-I)    | 1-0         |                                                                         |
| 07/04/1969 | D1-D2 | K. Waterschei SV THOR Genk (II) | R. CS Verviétois (II)   | 1-0         |                                                                         |
| 08/04/1969 | D1-D2 | R. Charleroi SC (I)             | AS Oostende KM (II)     | 0-1         |                                                                         |

#### Huitièmes de finale -Replay 1
- Tout comme la rencontre initiale du 10 avril 1969, ce « replay » se révèle particulièrement équilibré. Aucune des deux formations ne parvient à faire la différence et on doit disputer les prolongations. À l'époque, l'emploi du pluriel est familièrement de mise car le règlement prévoit qu'une première prolongation de « 2 fois 15 minutes » est jouée et qu'elle est suivie d'une 2e de « 1 fois 15 minutes ».
- Lors du match initial, l'arbitre a été contraint d'arrêter la partie après deux minutes dans la 2e prolongation, soit après 122 minutes, en raison de l'obscurité croissante. À l'époque, le stade de la chaussée du Lisp a été entièrement rénové, mais...il ne dispose pas encore d'éclairage homologué[note 3].
- Après 135 nouvelles minutes, rien n'a été marqué et le huitième de finale doit être rejoué une seconde fois.

| Dates      | Types | Visités          | Visiteur             | Score final | Remarques                                                |
| ---------- | ----- | ---------------- | -------------------- | ----------- | -------------------------------------------------------- |
| 16/04/1969 | D1-D1 | K. Lierse SK (I) | R. FC Brugeois T (I) | 0-0         | après 2 prolongations: (2x15 minutes puis 1x 15 minutes) |

#### Huitièmes de finale -Replay 2
- Le second replay est programmé au « Klokke », l'antre du Club Brugeois. Le match fait couler beaucoup d'encre. En raison des éliminations du Standard, d'Anderlecht mais du Sporting de Charleroi, le FC Brugeois et le Lierse sont clairement les deux principaux favoris de cette 13e Coupe de Belgique. On parle de « finale avant la lettre ». Les Gazelles brugeoises sont pointées comme favorites de cette troisième manche forcée, car en janvier précédent, les Pallieters ont subi une correction (5-1) lors de la déplacement dans la Venise du Nord[note 3].
- Les choses débutent bien pour les Brugeois qui ouvrent le score par Bailliu, mais de solides Lierrois renversent la vapeur et s'imposent sans discussion, avec un doublé de De Ceulaer et une réalisation de De Nul. La décision est enfin tombée au terme d'un affrontement d'une durée record dans l'Histoire du football belge puisque les deux formations se sont affrontées pendant 347 minutes sur le terrain, soit 5 h 47 min !

| Dates      | Types | Visités              | Visiteur         | Score final | Remarques |
| ---------- | ----- | -------------------- | ---------------- | ----------- | --------- |
| 24/04/1969 | D1-D1 | R. FC Brugeois T (I) | K. Lierse SK (I) | 1-3         |           |

## Quarts de finale

### Participants
| Province            | Clubs de Division 1 | Clubs de Division 2 | Total |
| ------------------- | ------------------- | ------------------- | ----- |
| Totaux par division | 5                   | 3                   | 8     |
| Anvers              | 1                   | 1                   | 2     |
| Brabant             | 2                   | 0                   | 2     |
| Flandre-Occidentale | 0                   | 1                   | 1     |
| Liège               | 1                   | 0                   | 1     |
| Limbourg            | 1                   | 1                   | 2     |

### Résultats
- 8 équipes, 4 rencontres programmées entre le 22 avril 1968 et le 1er mai 1969.
  - Le tirage au sort épargne les clubs de l'élite puisqu'une seule rencontre les concerne intégralement. Le verdict de cette partie est surprenante car l'Union va s'imposer en terre limbourgeoise.
  - Les trois autres matches sont donc des affrontements « D1-D2 ». THOR Waterschei cause la surprise en allant gagner au Vélodrome de Rocourt.

| Dates      | Types | Visités                | Visiteur                        | Score final | Remarques |
| ---------- | ----- | ---------------------- | ------------------------------- | ----------- | --------- |
| 23/04/1969 | D1-D1 | K. St-Truidense VV (I) | UR St-Gilloise (-I)             | 1-2         |           |
| 22/04/1969 | D1-D2 | R. FC Liégeois (I)     | K. Waterschei SV THOR Genk (II) | 0-1         |           |
| 24/04/1969 | D1-D2 | R. Racing White (I)    | R. Antwerp FC (-II)             | 5-3         |           |
| 01/05/1969 | D1-D2 | AS Oostende KM (II)    | K. Lierse SK (I)                | 1-3         |           |

## Demi-finales

### Participants
| Province            | Clubs de Division 1 | Clubs de Division 2 | Total |
| ------------------- | ------------------- | ------------------- | ----- |
| Totaux par division | 3                   | 1                   | 4     |
| Anvers              | 1                   | 0                   | 1     |
| Brabant             | 2                   | 0                   | 2     |
| Limbourg            | 0                   | 1                   | 1     |

### Résultats
- 4 équipes, 2 rencontres programmées le 7 mai 1969.
  - Les deux rencontres n'offrent pas de décisions à l'issue des prolongations réglementaires. Conformément au règlement appliqué à l'époque, elles doivent, toutes deux, être rejouée.

| Dates      | Types | Visités                | Visiteur                        | Score final | Remarques                                           |
| ---------- | ----- | ---------------------- | ------------------------------- | ----------- | --------------------------------------------------- |
| 07/05/1969 | D1-D2 | R. Racing White (I)    | K. Waterschei SV THOR Genk (II) | 1-1         | après 2 prolongations (2x15 minutes + 1x15 minutes) |
| 07/05/1969 | D1-D1 | UR Saint-Gilloise (-I) | K. Lierse SK (I)                | 0-0         | après 2 prolongations (2x15 minutes + 1x15 minutes) |

#### Demi-finale -Replays
- La logique est respectée lors de ces « replays » avec la qualification des deux équipes citées comme favorites.

| Dates      | Types | Visités                         | Visiteur               | Score final | Remarques |
| ---------- | ----- | ------------------------------- | ---------------------- | ----------- | --------- |
| 15/05/1969 | D1-D2 | K. Waterschei SV THOR Genk (II) | R. Racing White (I)    | 2-4         |           |
| 15/05/1969 | D1-D1 | K. Lierse SK (I)                | UR Saint-Gilloise (-I) | 4-0         |           |

## Finale
| ·                     |                    |     |
| Titulaires :          |                    |     |
|                       |                    |     |
| G                     | Carl Engelen       |     |
| ArD                   | Roger Dierckx      |     |
| DC                    | Walter Bogaerts    |     |
| DC                    | Ronny Michielsens  |     |
| ArG                   | Robert Granjé      |     |
| M                     | Robert Willems     |     |
| M                     | Lucien Olieslagers | 88e |
| AiD                   | Frans Janssens     |     |
| A                     | Corneel De Ceulaer |     |
| A                     | André De Nul       |     |
| AiG                   | Frans Vermeyen     |     |
|                       |                    |     |
| Remplaçants :         |                    |     |
| M                     | Léo Thys           | 88e |
|                       |                    |     |
| Entraîneur :          |                    |     |
| Gustaaf Van Den Bergh |                    |     |

| ·             |                      |     |
| Titulaires :  |                      |     |
|               |                      |     |
| G             | Willy Tack           |     |
| ArD           | Marcel Neefs         |     |
| DC            | Willy Tuyaerts       |     |
| DC            | André Stassart       |     |
| ArG           | Roland Vanden Borght |     |
| MD            | Robert Waseige       | 46e |
| M             | Jean Dockx           |     |
| MG            | Alfons Haagdoren     |     |
| AiD           | Walter Vercammen     | 75e |
| A             | Frans Tuyaerts       |     |
| AiG           | Michel Darte         |     |
|               |                      |     |
| Remplaçants : |                      |     |
| M             | Herman Jacobs        | 46e |
| M             | Pierrot Crombez      | 75e |
|               |                      |     |
| Entraîneur :  |                      |     |
| Jef Vliers    |                      |     |

| ·                     |                    |     |
| Titulaires :          |                    |     |
|                       |                    |     |
| G                     | Carl Engelen       |     |
| ArD                   | Roger Dierckx      |     |
| DC                    | Walter Bogaerts    |     |
| DC                    | Ronny Michielsens  |     |
| ArG                   | Robert Granjé      |     |
| M                     | Robert Willems     |     |
| M                     | Lucien Olieslagers | 88e |
| AiD                   | Frans Janssens     |     |
| A                     | Corneel De Ceulaer |     |
| A                     | André De Nul       |     |
| AiG                   | Frans Vermeyen     |     |
|                       |                    |     |
| Remplaçants :         |                    |     |
| M                     | Léo Thys           | 88e |
|                       |                    |     |
| Entraîneur :          |                    |     |
| Gustaaf Van Den Bergh |                    |     |

| ·             |                      |     |
| Titulaires :  |                      |     |
|               |                      |     |
| G             | Willy Tack           |     |
| ArD           | Marcel Neefs         |     |
| DC            | Willy Tuyaerts       |     |
| DC            | André Stassart       |     |
| ArG           | Roland Vanden Borght |     |
| MD            | Robert Waseige       | 46e |
| M             | Jean Dockx           |     |
| MG            | Alfons Haagdoren     |     |
| AiD           | Walter Vercammen     | 75e |
| A             | Frans Tuyaerts       |     |
| AiG           | Michel Darte         |     |
|               |                      |     |
| Remplaçants : |                      |     |
| M             | Herman Jacobs        | 46e |
| M             | Pierrot Crombez      | 75e |
|               |                      |     |
| Entraîneur :  |                      |     |
| Jef Vliers    |                      |     |

## Statistiques

### Générales
- Nombre de finales jouées : 14 - (50 buts marqués)
  - Nombre de finales avec prolongation : 5 (6 buts marqués)
  - Nombre de finales avec tirs au but : 1 (7-6, 15 tirs)
- Joueurs expulsés lors en finale : 4
- Clubs participant aux finale :
  - Clubs de la plus haute division : 25
  - Clubs de deuxième division : 2
  - Clubs de troisième division : 1

### Par provinces
| # | Provinces                       | Vainqueurs | Finalistes | Total |
| - | ------------------------------- | ---------- | ---------- | ----- |
| 1 | Province d'Anvers               | 2          | 5          | 7     |
| 2 | Province de Brabant             | 5          | 3          | 8     |
| 3 | Province de Flandre-Occidentale | 2          | 2          | 4     |
| 4 | Province de Flandre-Orientale   | 1          | 1          | 2     |
| 5 | Province de Hainaut             | 1          | 0          | 1     |
| 6 | Province de Liège               | 3          | 2          | 5     |
| 7 | Province de Limbourg            | 0          | 1          | 1     |
| 8 | Province de Luxembourg          | 0          | 0          | 0     |
| 9 | Province de Namur               | 0          | 0          | 0     |

| # | Provinces                   | Victoires | Place de finaliste | Total |
| - | --------------------------- | --------- | ------------------ | ----- |
| 1 | Province du Brabant flamand | 0         | 1                  | 1     |
| 2 | Province de Brabant wallon  | 0         | 0                  | 0     |
| 3 | Bruxelles                   | 5         | 2                  | 7     |

### Clubs avec plus d'une victoire
- R. Standard CL: 3 (1954, 1966, 1967)
- Union Royale St-Gilloise: 2 (1913, 1914)